# Hemixera
Hemixera is een geslacht van vlinders van de familie spanners (Geometridae), uit de onderfamilie Ennominae.

## Soorten
- H. fulvida Dognin, 1910
- H. orthosiodes Warren, 1904